# 청각

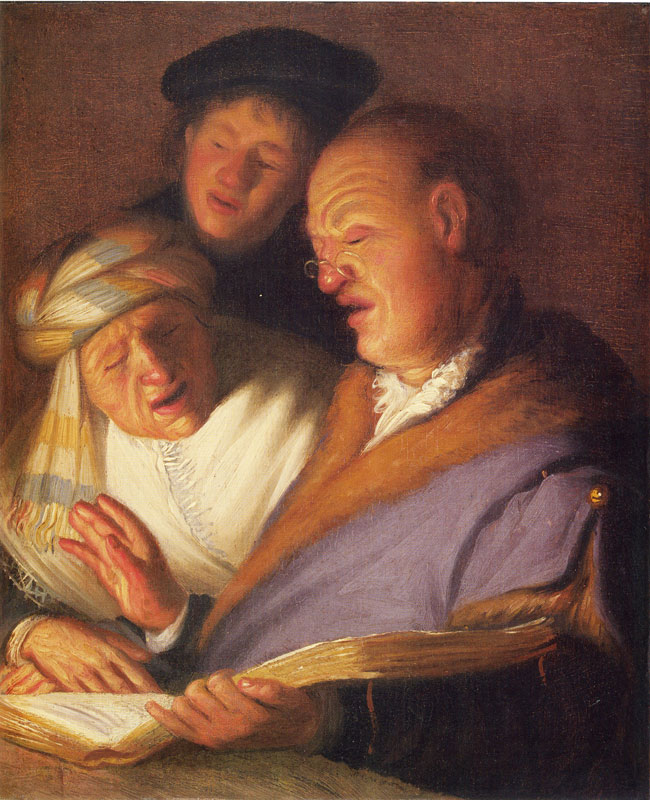
렘브란트가 그린 노래하는 세 남자.

청각(聽覺)은 오감의 하나로 소리를 감지해내는 감각을 의미한다. 인간을 포함한 척추동물들의 청각은 청각 기관을 통해 이루어진다.
청각은 음파에 의한 기계적 자극에 의해 일어나는 감각으로, 주로 발음 기관을 지니고 있는 동물, 즉 곤충류와 척추동물에서 잘 발달되어 있다. 곤충의 청각기는 종류에 따라 그 위치가 다르며 매우 간단하다.  즉, 귀뚜라미와 여치는 앞다리에, 메뚜기는 복부에, 파리·모기 등은 촉각의 기부에 간단한 청각기를 가지고 있다.  척추동물의 청각기는 귀이며 특히 포유류와 조류는 청각이 잘 발달되어 있다. 그러나 원구류나 어류 등은 속귀뿐으로, 양서류 이상의 동물에 이르러서야 가운뎃귀를 볼 수 있다. 양서류는 겉귀가 없어서 고막이 노출되어 있다. 파충류·조류·포유류의 귀는 겉귀(외이)·가운뎃귀·속귀(내이)의 3부분으로 되어 있는데, 파충류·조류는 청각이 더욱 발달하여 외이도(겉귀길)도 볼 수 있으며, 포유류는 외이도의 겉에 귓바퀴가 발달한다.  사람의 귀는 겉귀·가운뎃귀·속귀로 되어 있는데, 속귀는 복잡한 관 모양의 구조로 되어 있어서, 미로(迷路)라는 말을 사용하기도 한다.

## 기관 및 경로
청각은 소리 → 귓바퀴 → 외이도 → 고막 → 귓속뼈 → 달팽이관 → 청각 세포 → 청각 신경 경로를 통해 전달된다. 귓바퀴에 모인 음파가 외이도로 들어가서 고막(귀청)을 진동시키면, 이 진동은 가운뎃귀의 청소골에서 진동이 증폭되어 속귀의 달팽이관의 난원창에 전해지고, 난원창의 진동이 림프액에 전달되어 청세포를 흥분시킨다. 그리하여 청세포의 흥분이 청신경에 의해 대뇌에 전달되면 소리를 느끼게 된다.

### 바깥귀
바깥귀(外耳)는 귓바퀴와 외이도로 구성된다. 귓바퀴는 안테나와 같이 공기를 매질로 전달되는 소리의 음압을 모아 증폭하는 역할을 담당한다. 또한 그 복잡한 형태에서 음원의 방향에 따라 음향전달 특성이 달라짐으로써 위아래, 전후·좌우 등 음원의 위치를 파악하는데 도움을 준다. 개 등 일부 포유동물은 귓바퀴를 자유롭게 움직여 듣고싶은 위치의 소리를 분별적으로 들을 수 있다.
외이도는 약 20-30mm의 길이를 가지고 있으며 고막으로 끝난다. 사람은 수평 외이도관만 가지고 있는데, 개 등 일부 포유동물은 수직 외이도도 가지고 있다. 이 경우 수직 외이도관을 지난 뒤에 수평 외이도관이 나와 L자 모양을 이룬다. 이러한 특징때문에 귀가 덮이는 견종들은 통기가 잘 되지않아 염증유발이 쉬우므로 정기적인 귓털제거 및 귀세정이 요구되기도 한다. 외이도는 고막에서 끝난다.

### 가운데귀
중이는 고막과 3개의 귓속뼈(청소골)로 구성된다. 외이도를 타고 전달된 공기의 진동은 고막을 진동시키며 강체의 진동으로 그 성질이 변화한다. 고막의 진동이 속귀의 림프액에 전달될 때 3개의 귓속뼈를 거친다. 이 때 단면적이 줄어드는데, 물리적인 원리에 의해 압력이 약 22배로 상승한다. 즉 가운데귀는 천연 물리적 변압기 역할을 수행한다. 과도하게 큰소리가 내이를 손상시키지 못하도록 이를 감쇠시키는 잔근육도 청소골을 붙잡고 있다. 작곡가 루트비히 판 베토벤은 귓속뼈의 움직임이 나빠지는 귀경화증에 걸린 것으로 알려져 있다. 청소골이 놓인 공간은 고실(tympanic cavity)이라고도 한다. 유스타키오관이 고실과 코를 이어준다.

### 속귀
속귀는 관자뼈 안에 위치하며 지름 1cm 정도로 사람의 경우 두 바퀴 반 감은 달팽이 모양의 달팽이관과 반고리관으로 구성된다. 달팽이관의 내부는 3층 구조로 되어 있으며 각각 림프액 등으로 채워져 있다. 귓속뼈의 진동이 달팽이관 입구 쪽 작은 창(난원창)으로 전달돼 내부 림프액을 진동시키고, 코르티기관이 얹혀져 있는 기저막을 진동시킨다. 이때 음의 주파수에 따라 가장 강하게 진동하는 기저막의 위치가 다른데, 높은 음이 입구 부근, 낮은 음이 입구에서 먼 위치의 기저막을 진동시킨다. 이 진동이 코르티기관 안의 청세포를 움직여 이온채널을 열고 세포를 전기적으로 흥분시켜 속귀신경(청신경)으로 전달된다. 이러한 기저막의 물리적 주파수 특성과 더불어 내유모세포의 특정 주파수로의 '튜닝'이라는 생물학적 요소에 의해 우리는 감각기관에서부터 주파수 차원으로 변환된 신호를 받아들인다. 기저막 주파수 특성을 발견한 게오르크 폰 베케시는 그 업적으로 1961년 노벨 생리의학상을 수상했다.
이후 내이신경으로 전달된 신호는 등쪽과 배쪽의 와우신경핵을 거쳐 대부분은 교차되어 반대편의 상올리브핵으로 전달된다. 이후 가쪽섬유띠(lateral lemniscus), 아래둔덕(inferior colliculi), 내측슬상핵(medial geniculate nucleus)을 거쳐 대뇌 측두엽의 청각피질로 전달된다.
반고리관 역시 속귀의 구성요소로서 척추동물은 3개의 반고리관을 가지고 있다. 반고리관 안에는 림프액이 들어있어 몸을 회전하게 되면 관성의 법칙에 의해 림프액 위의 감각모가 회전을 감지하여 회전을 느끼게 된다.

### 청각신경경로

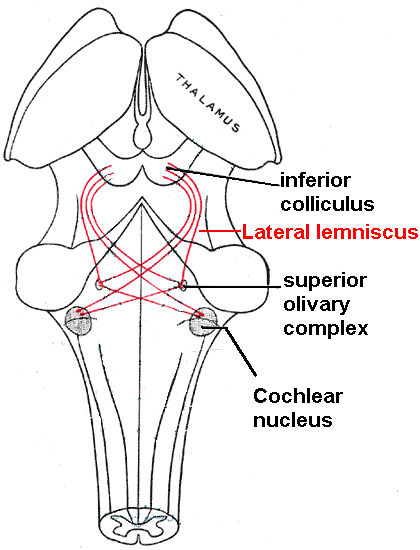
가쪽섬유띠(lateral lemniscus, 붉은색)은 뇌줄기 하부의 청각핵을 중간뇌의 아래둔덕과 이어준다.

달팽이관으로 들어온 소리 정보는 청신경을 따라 뇌줄기의 와우핵으로 전달된다. 이후 신호는 중간뇌에 있는 아래둔덕(inferior colliculus; IC)으로 전달된다. 아래둔덕으로 들어간 청각 신호는 뇌의 다른 영역들과 신호를 연합한다. 놀람반사의 중추이기도 하다.
이후 청각신호는 시상에 있는 내측슬상핵(MGN)으로 이동한다. 내측슬상핵으로 들어간 신호는 측두엽에 있는 일차청각피질로 전달된다. 학자들은 청각 인지의 첫 단계가 여기서 이루어진다고 본다. 일차청각피질을 지난 신호는 상측두회(STG)에서 후처리를 거친 뒤 언어를 주관하는 베르니케 영역 등으로 전달한다.
이때 섬유띠경로(lemniscal pathway)와 비섬유띠 경로로 나뉜다. 섬유띠경로의 경우 IC에서 복측MGN와 일차청각피질의 3/4번째 레이어로 뉴런을 뻗친 반면, 비섬유띠경로의 경우 배측IC에서 배측MGN 및 이차청각피질의 3/4번째 레이어로 뉴런을 뻗치는데, 이 때 상측두회로도 뉴런이 뻗어있다. 이 때 섬유띠경로는 단순한 정보를, 비섬유띠경로는 맥락이나 신호의 차이 등 보다 복잡한 정보를 보낸다.
뇌졸중이나 외상으로 인해 이 경로에 문제가 생기면 청각에 문제가 발생하는데, 특히 양측반구에 모두 문제가 발생할 경우 문제가 더 심각해진다. 때로는 환청이 생기기도 한다.

## 가청범위
사람은 일반적으로 20 ~ 20,000 Hz까지 들을 수 있는 반면 개는 67 ~ 45,000 Hz까지 들을 수 있다.이는 나이, 성별, 환경 등에 따라 변할 수 있다.

## 같이 보기
- 청각 기관
- 소리, 음악
- 반향 위치 측정